# Lijst van Turnhoutenaars
Dit is een chronologische lijst van Turnhoutenaars. Het gaat om personen afkomstig uit de Belgische stad Turnhout (provincie Antwerpen).

## Bekende personen
- Gijsbrecht Cleymans (?-1649), rentmeester, schepen en controleur-generaal
- Philippus Jacobus Brepols (1778-1845), drukker
- Alfons Jozef Strymans (1866-1959), beeldhouwer
- François du Four (1871-1945), industrieel
- Zuster Maria-Jozefa (1883-1961), kloosterzuster, directeur onderwijs en schrijfster
- Leo Senden (1888-1944), pastoor-deken
- Jozef Verschueren (1889-1965), jezuïet en neerlandicus
- Ward Hermans (1897-1992), politicus en dichter
- Lodewijk Brouwers (1901-1997), jezuïet, neerlandicus en professor
- Albert Van Dyck (1902-1951), schilder
- Jhan Paulussen (1921-2005), kunstschilder
- Fernand Debaedts (1923-2015), magistraat
- Frans Van Mechelen (1923-2000), politicus
- Paul Janssen (1926-2003), farmacoloog en ondernemer
- Jeanne Adriaensens (1928-2017), politica
- Jan Veulemans (1928), schrijver en dichter
- Jozef Segers (1930-2010), notaris en politicus
- Marcel Hendrickx (1935-2020), politicus en burgemeester
- Paul Geerts (1937), striptekenaar van Suske en Wiske
- Ludo Simons (1939), hoogleraar, bibliothecaris en auteur
- Eric Antonis (1941-2014), cultuurpromotor en politicus
- Frans Vermeyen (1943-2014), voetballer
- François Janssens (1945-2024), voetballer
- Jan Smet (1945-2024), schrijver en archivaris
- Paul Van Zummeren (1945-2002), journalist en auteur
- Sjarel Branckaerts (1947-2007), acteur
- Sien Diels (1947-2021), actrice
- Jos Geysels (1952), politicus
- Flor Joosen (1952), ondernemer
- Guido Belcanto (1953), zanger en muzikant
- Margriet Hermans (1954), zangeres en politica
- Dirk Lavrysen (1954), acteur
- Luc Vanderschommen (1954-2023), voetballer
- Dirk Draulans (1956), bioloog, journalist en auteur
- Rik Torfs (1956), hoogleraar en politicus
- Dirk Van Duppen (1956-2020), arts en politicus
- Flor Van Noppen (1956-2014), politicus
- Dominique Deruddere (1957), filmregisseur
- Mieke Gijs (1957), zangeres
- Michel Vaarten (1957), wielrenner
- Patrick Van Gompel (1957), journalist
- Koen Peeters (1959), auteur
- Gerard Godal (1960), beeldend kunstenaar
- Peter De Roover (1962), politicus
- Herwig Ilegems (1962), acteur
- Chris Nietvelt (1962), actrice
- Herwig Leirs (1963), bioloog
- Walter Michiels (1963), acteur
- Kris Van Dijck (1963), politicus
- Stany Crets (1964), acteur, auteur, regisseur
- Koen De Bouw (1964), acteur
- Lieve Slegers (1965), langeafstandsloopster
- Birgit Van Mol (1968), nieuwsanker
- Hans Op de Beeck (1969), beeldend kunstenaar
- Mies Meulders (1970), zangeres, actrice, presentatrice
- Bieke Ilegems (1971), actrice en presentatrice
- Vital Baeken (1971), auteur, dichter, stand-upcomedian
- Chris Willemsen (1972), acteur
- Griet Op de Beeck (1973), auteur
- Peter Evrard (1974), zanger
- Rob Woestenborghs (1976), duatleet
- Jef Neve (1977), pianist
- Liesbet De Vocht (1979), wielrenster
- Joeri Jansen (1979), middellangeafstandsloper
- Kevin Valgaeren (1979), auteur
- Kim Hertogs (1982), actrice
- Eline Kuppens (1982), actrice
- Hans Van Alphen (1982), meerkamper
- Koen Bauweraerts (1983), dj-producer
- Sara Aerts (1984), meerkampster en bobsleester
- Dirk Van Tichelt (1984), judoka
- Jelena Peeters (1985), schaatsster
- Elfje Willemsen (1985), speerwerpster en bobsleester
- Stef Aerts (1987), acteur
- Charlotte Van den Broeck (1991), auteur
- Jorik Hendrickx (1992), kunstschaatser
- Dorien Cuypers (1997), tennisster en padelster

Brussel:
Anderlecht
Brussels Hoofdstedelijk Gewest · 
Etterbeek · 
Ukkel

Vlaanderen:
Aalst · 
Antwerpen · 
Brugge ·
Geel · 
Genk · 
Gent · 
Hasselt ·  
Ieper · 
Kortrijk · 
Leuven · 
Lichtervelde · 
Lier · 
Lokeren · 
Mechelen · 
Oostende · 
Oudenaarde · 
Poperinge · 
Roeselare ·
Sint-Niklaas ·  
Sint-Truiden · 
Tienen · 
Tongeren · 
Turnhout · 
Vilvoorde

Wallonië: 
Aarlen · 
Charleroi ·  
Doornik ·  
Luik · 
Moeskroen ·  
Namen · 
Verviers · 
Waver